# Iparretarrak
Iparretarrak fue una organización armada francesa de carácter nacionalista vasco y socialista. Reivindicaba la independencia de la región histórica del País Vasco francés (en el actual departamento de los Pirineos Atlánticos), separándose de Francia para unirse al País Vasco español y formar una Euskal Herria independiente. Cometió su último atentado en 2000, si bien no ha realizado oficialmente ninguna declaración de disolución.

## Significado
En euskera, Iparretarrak significa "los del norte", aunque también se usa como acrónimo de la expresión Iparraldeko Abertzaleak, "Patriotas del Norte", abreviándose en las siglas IK.

## Ideología
Aunque IK defendía la independencia política de Euskal Herria, en 1993 apoyaron el borrador a favor de una institución autonómica propia para el País Vasco francés, con mayores competencias que las de un departamento pero dentro de la estructura estatal francesa, como instrumento de promoción del euskera y de la cultura vasca en Francia.

## Acciones
Iparretarrak realizó su presentación en el mercado de ganado de Urepel en 1972 y cometió su primer atentado el 11 de diciembre del año siguiente. En 1974 comenzó a publicar la revista Ildo ("Surco").
Iparretarrak adquirió notoriedad especialmente durante el juicio a Jean Claude Marguirault, alias Xan, en 1980. En ese mismo año dos miembros de la organización, Txomin Olhagarai y Ramuntxo Arruiz, murieron al explotarles una bomba que pretendían colocar bajo el coche de la mujer del subprefecto del departamento de los Pirineos Atlánticos.
Sus atentados han consistido generalmente en ataques con bomba (aunque también han usado ametralladoras y artefactos incendiarios) contra instalaciones turísticas, intereses de empresas inmobiliarias y dependencias de la administración francesa. Su ámbito de actuación era el País Vasco francés. 
En vísperas de la visita del presidente francés François Mitterrand a Labort en 1984 atentaron contra el Aeropuerto de Biarritz, emitiendo un comunicado en que acusaban a dicho dirigente de no respetar la cultura y los derechos del pueblo vasco.
La organización fue declarada ilegal por las autoridades francesas en 1987.

## Militantes de IK muertos
- Txomin Olhagarai: en 1980 le explotó la bomba que estaba colocando;
- Ramuntxo Arruiz: en 1980 le explotó la bomba que estaba colocando con Txomin Olhagarai;
- Didier Lafitte: en 1984 fue tiroteado por un policía francés;
- Maddi Hegi: en 1987 fue atropellada por un tren cuando viajaba en la parte trasera de un vehículo policial tras ser detenida en un control (falleció también el policía que la detuvo);
- Kristof Istèque: en 1987 le explotó la bomba que iba a colocar;
- Jean-Louis Larre, "Popo": desaparecido desde 1983 después de un tiroteo con policías franceses en el que falleció un gendarme.

## Philippe Bidart
Uno de sus militantes más conocidos, Philippe Bidart, fue arrestado por la Gendarmería francesa en Boucau el 20 de febrero de 1988, siendo condenado en 1992 y 1993 por la sala XVI del Tribunal Correccional de París a dos cadenas perpetuas por el asesinato de tres miembros de la Policía francesa (dos agentes antidisturbios y un gendarme). En 2000, además, fue sentenciado a 20 años de prisión por haber participado en un tiroteo en el camping de Léon, en Las Landas, en 1983, en el que murió un gendarme. Sin embargo, IK nunca asumió el asesinato de los dos CRS en Baigorri y Bidart siempre se ha declarado a sí mismo inocente de aquella acción. Cuando, en 1983, miembros de IK mataron en un tiroteo a un miembro de la Gendarmería francesa y, en 1987, en un nuevo tiroteo en Biscarrosse acabaron con la vida de otro, IK asumió la responsabilidad de esos asesinatos.
El 14 de febrero de 2007 salió de la cárcel de máxima seguridad de Clairvaux en libertad condicional, tras permanecer 19 años en prisión. Su excarcelación, que ha sido recurrida en casación por el Ministerio Público de Francia, fue autorizado por el Tribunal de Apelación de París. Bidart estuvo sometido a vigilancia hasta 2014.

## Últimas acciones
En 1998, tras la firma del Pacto de Estella, Iparretarrak declaró una tregua para no entorpecer el proceso. Rompieron la tregua en abril de 2000, cuando colocaron un explosivo en una oficina vacía de la Gendarmería en la localidad de Lecumberry, en la Baja Navarra. También atacaron un centro turístico cerca de Bayona, en Arcangues. Después, publicaron algún número de su revista (Ildo), en el que denunciaban la negación por parte de Francia de las reivindicaciones nacionalistas vascas. Iparretarrak no ha realizado más atentados, y tampoco se ha pronunciado sobre su situación.
Varios grupos anónimos realizaron ataques con artefactos caseros en 2006 y 2007, principalmente contra agencias inmobiliarias y viviendas en construcción. Algunos de estos grupos utilizaron el lema Herriak bizi behar du! ("El pueblo debe vivir"), utilizado por IK al final de sus comunicados, en sus escritos de reivindicación. Al mismo tiempo, un grupo denominado Irrintzi realizó también ataques con artefactos rudimentarios en el País Vasco francés, acabando sus escritos con el lema Euskal Herria ez da salgai! ("Euskal Herria no está en venta").